# 天華慈善醫院

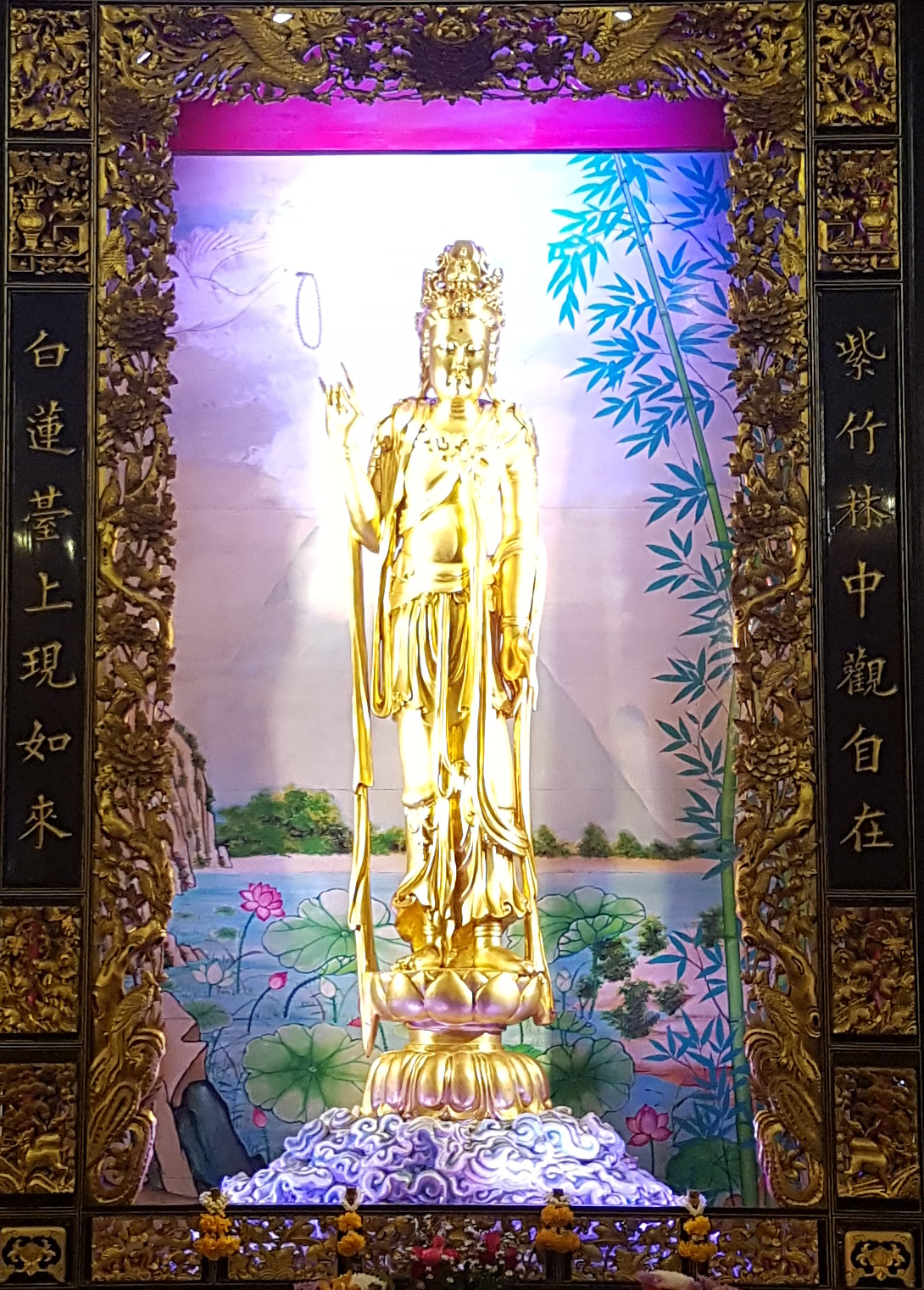
院内供奉的观世音菩萨像

天華慈善醫院（簡稱：天華醫院）位於泰國的首都曼谷之三攀他旺縣的耀華力路606號。它是1905年9月19日下午6時，由暹羅君主拉瑪五世主持開幕典禮。1933年以前只設有中醫部門；現時設有中醫及西醫的現代化醫院，免費為各國病人服務。
它的大殿内供奉一尊木製觀音像，該像原本屬於中國河南省洛陽市的安樂寺。

## 初期建院資金
- 以下人士捐出100斤銀(當年約8,000銖) ：
  - 暹羅君主：拉瑪五世
  - 劉源裕行(米商)：劉繼賓先生
  - 伍廣源隆行(木材)：伍淼源先生
  - 元發盛行(米商)：高暉石先生
  - 劉鳴成行(船務)：劉聰敏先生
  - 金成利行(雜貨)：張見三先生
- 共計473宗捐款，善款總數共1,144,293銖；
- 香港上海匯豐銀行的暹羅分行之買辦王杏洲先生批准在無抵押的情況下，貸出40,000多銖。

## 開幕聖諭
|                     | 今朕應諸位之邀，為天華醫院主持揭幕禮。賜令即日開業。同時，祝該院永生不息，就診留醫者早日康復。並願參予創建捐款各方仁人善士，幸福安樂，健康長壽，事業發達。 |
| ——暹羅君主 拉瑪五世 | |

## 現時建築
- 1933年開設的舊翼西醫醫院，設有100張病床；
- 1965年1月16日，七層樓新翼醫院開幕，設有150張病床；
- 1974年12月15日，四層樓護士宿社開幕。
- 2003年2月2日由詩麗吉王后主持開幕的中國式的大門牌樓，正面橫匾为「天華醫院」，反面为“痌瘝在抱”；對聯：「天朝原畛域不分恩同鰲戴，華夏幸瘡痍胥泯澤被鴻施。」